# Joyce McLaughlin
Pour les articles homonymes, voir McLaughlin.
Joyce Rogers McLaughlin (morte le 23 octobre 2017) est une mathématicienne américaine, professeure de mathématiques, titulaire de la chaire  Fondation Ford, à l'Institut polytechnique Rensselaer.

## Carrière universitaire
McLaughlin a fait ses études de premier cycle à l'Université d'État du Kansas. Après avoir obtenu un mastère de l'Université du Maryland, elle part à l'Université de Californie à Riverside pour son doctorat, obtenu en 1968, sous la supervision de Joaquin Basilio Diaz avec une thèse intitulée Sturm Separation and Comparison Theorems for Ordinary and Partial Differential Equations,. Elle a rejoint la faculté de Rensselaer en 1978.
En 1978, elle est professeure assistant au Département des sciences mathématiques à l'Institut polytechnique Rensselaer, promue professeure associée en 1987 et professeure en 1989. Elle a été professeure invitée à l'Université Cornell, l'Université de Californie à Berkeley, et au Courant Institute of Mathematical Sciences à l'Université de New York.
Ses thèmes de recherche sont principalement en mathématiques appliquées, et en particulier dans les problèmes inverses, avec divers domaines d'application dont l'acoustique, la mécanique du solide, et la biologie. Ses constructions mathématiques traitent de modèles de reconstruction à partir de données nodales.

## Prix et distinctions
McLaughlin a été conférencière invitée au congrès international des mathématiciens en 1994.
Elle a été choisie par l'Association for Women in Mathematics et l'American Mathematical Society en tant que conférencière Sofia Kovalevskaïa en 2004 : « Joyce McLaughlin, was chosen for her significant contributions to the area of applied inverse problems as well as for her clear exposition that conveys the excitement of her work to students and colleagues alike. ».
Elle est fellow de la Society for Industrial and Applied Mathematics en 2009 et fellow de l'American Mathematical Society en 2012.
Elle a été présidente du conseil d'administration de la Society for Industrial and Applied Mathematics, de 1996 à 1998. En 2003-2007 elle est membre du Board of Mathematical Sciences and its Application au sein du National Research Council (NRC).
Depuis 1998, McLaughlin siège au comité consultatif international de la revue Inverse Problems, pour laquelle elle a été membre du comité éditorial de 1992 à 1997. Elle est également rédactrice en chef du European Journal of Applied Mathematics (2004-2012).

## Publications
- Inverse nodal problems : finding the potential from nodal lines avec Ole H. Hald. Providence, 1996.
- Inverse problems and optimal design in industry, 1994